# Brocket Hall
51.801°N 0.246°W

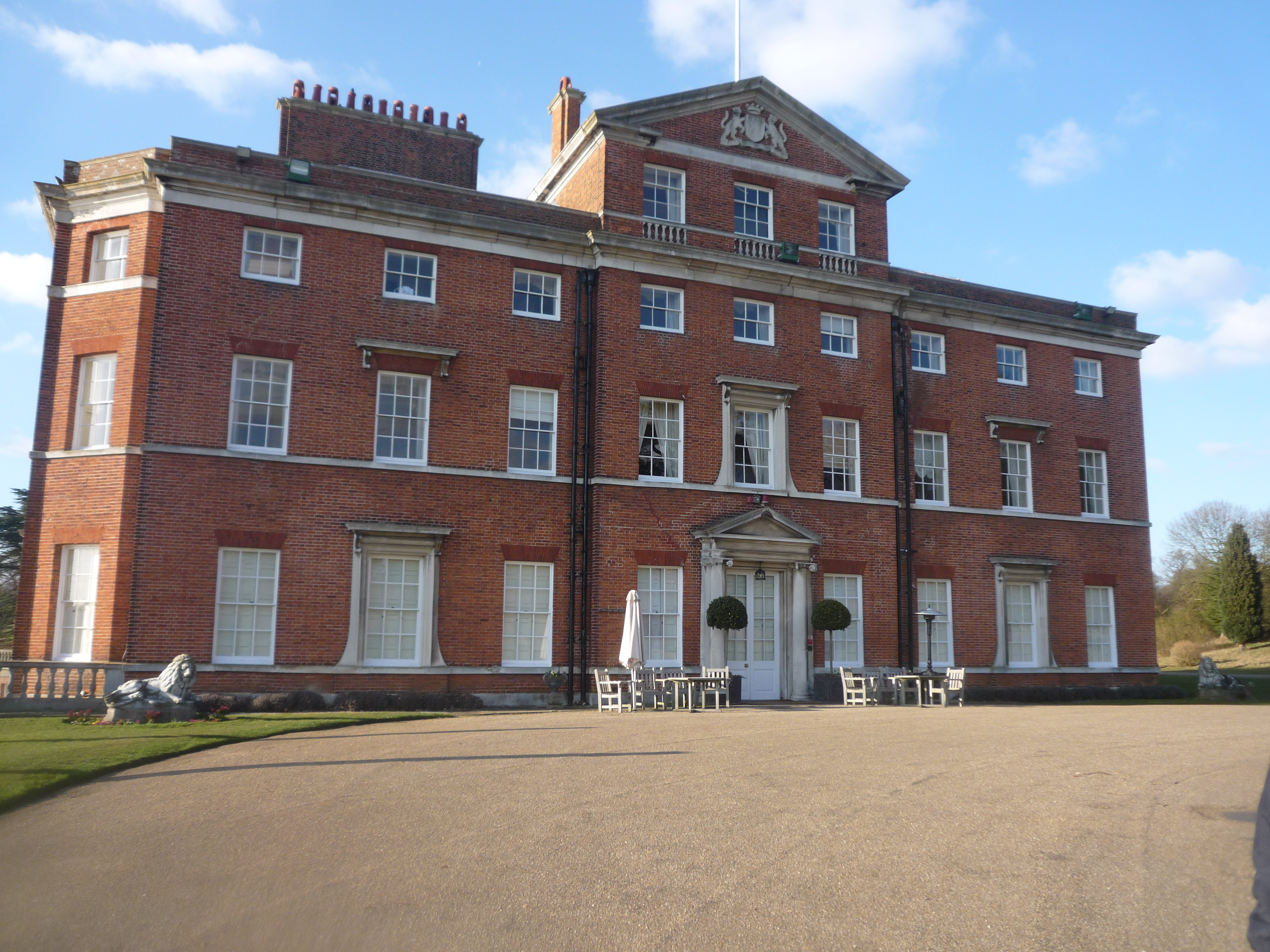
Brocket Hall, facciata principale (nord)

Brocket Hall è una classica casa di campagna inglese, situata in un grande parco nella parte occidentale dell'area urbana di Welwyn Garden City, nell'Hertfordshire, in Inghilterra . La tenuta è dotata di due campi da golf e sette edifici più piccoli elencati, a parte la casa principale. 
La proprietà è detenuta dal terzo Barone di Brocket. La società ''Corporation of Asia Club '' (CCA) deteneva la proprietà tramite un contratto di affitto a lungo tempo, ma, dopo una serie di irregolarità finanziarie, attualmente non si ha la certezza di chi gode della proprietà del palazzo. 

## Sviluppo

### L'edificio
Sir Matthew Lamb, 1 ° Baronetto, acquistò la tenuta nel 1746, completa del Brocket Lea, la casa più antica che è sul lato sud del corso superiore del fiume, visibile da quasi tutta la tenuta.  Costruì la sala come si vede oggi intorno al 1760 su progetto dell'architetto Sir James Paine . 
Brocket Hall è una casa neoclassica in mattoni rossi in uno splendido scenario paesaggistico con un ponte palladiano sul fiume Lea. L'interno della casa non è molto pregiato con delle eccezioni, cioè la scala principale e il Gran Salone che è stato decorato appositamente per intrattenere i reali. Le pareti sono rivestite in seta, i mobili originali sono stati realizzati da Chippendale, il soffitto è stato dipinto da Francis Wheatley e il tavolo da banchetto può ospitare ottanta persone. Il costo di questa stanza è stato registrato in £ 1.500, che equivaleva a più del costo di un palazzo notevole al momento. 
Paine costruì anche il Tempio con un soffitto in gesso in stile Adam, un portico ellittico che ha nicchie su entrambi i lati della porta a metà vetrata del periodo vittoriano e un frontone sopra il suo ingresso orientale, tipico dei migliori templi da giardino dell'epoca.
Tra questi altri edifici vi è una casa dei primi del 17 ° secolo, che ora incorpora un raffinato ristorante chiamato "Auberge du Lac", Brocket Lea e The Temple costruito da Paine alla fine di quel secolo. 

### Parco
Inizialmente, a metà del XVIII secolo, i terreni da diporto furono allestiti come parco con molti gruppi di alberi, e furono trasformati in un circuito di piacere con una passeggiata lungo il fiume, come parte della campagna di Woods del 1770.
Il parco circonda la l'edificio che si trova in un parco aperto con alberi sparsi. Il parco è dalla metà degli anni '90 in gran parte sovrastato da campi da golf ed è delimitato da sostanziali cinture boschive.

## Storia
Sul sito del parco c'erano due edifici esistenti, il primo fu costruito nel 1239 come Watership o Durantshide Manor, in precedenza ricoperto in vari modi da Hatfield Manor e dal vescovo di Ely.
Uno di questi fu costruito verso il 1430; mentre nel 1413 John Mortimer deteneva Waterships, è noto che nel 1477 Thomas Brockett deteneva entrambi i manieri. La famiglia continuò ad occupare entrambi - essendo nel 1553 a casa di Sir John Brocket, un ricco importatore di spezie e il capitano della guardia personale della regina Elisabetta . Sua figlia Mary era l'erede della tenuta che sposò Thomas Reade. 

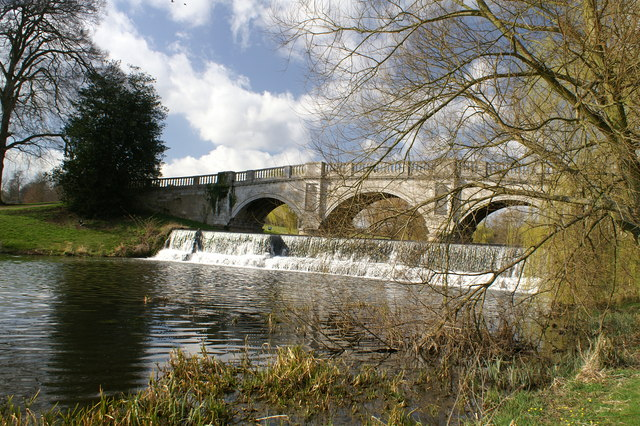
Ponte palladiano a Brocket Hall

Il figlio di Sir Matthew Lamb era Peniston Lamb, 1º visconte Melbourne, ed era spesso visitato a Brocket Hall dal principe reggente, che aveva un collegamento con Lady Melbourne. 
Il proprietario successivo fu il 2 ° visconte di Melbourne, che fu il primo primo ministro della regina Vittoria 1835–41, che visitò regolarmente la tenuta. Sua moglie, Lady Caroline Lamb, ebbe una famigerata relazione con Lord Byron causando a Lord Melbourne molto imbarazzo. Per uno dei suoi compleanni, tenne un banchetto di Stato nel salone, durante il quale si era coricata su un grande piatto d'argento, nuda.
Alla morte di Lamb, la casa passò a sua sorella, Emily, il cui secondo marito era un altro primo ministro, Lord Palmerston . 
Alla morte di Emily, la sala passò quindi al nipote di Emily dal suo primo matrimonio, Francis Cowper, sebbene fosse suo fratello minore, Henry (morto nel 1888), che visse a Brocket. 

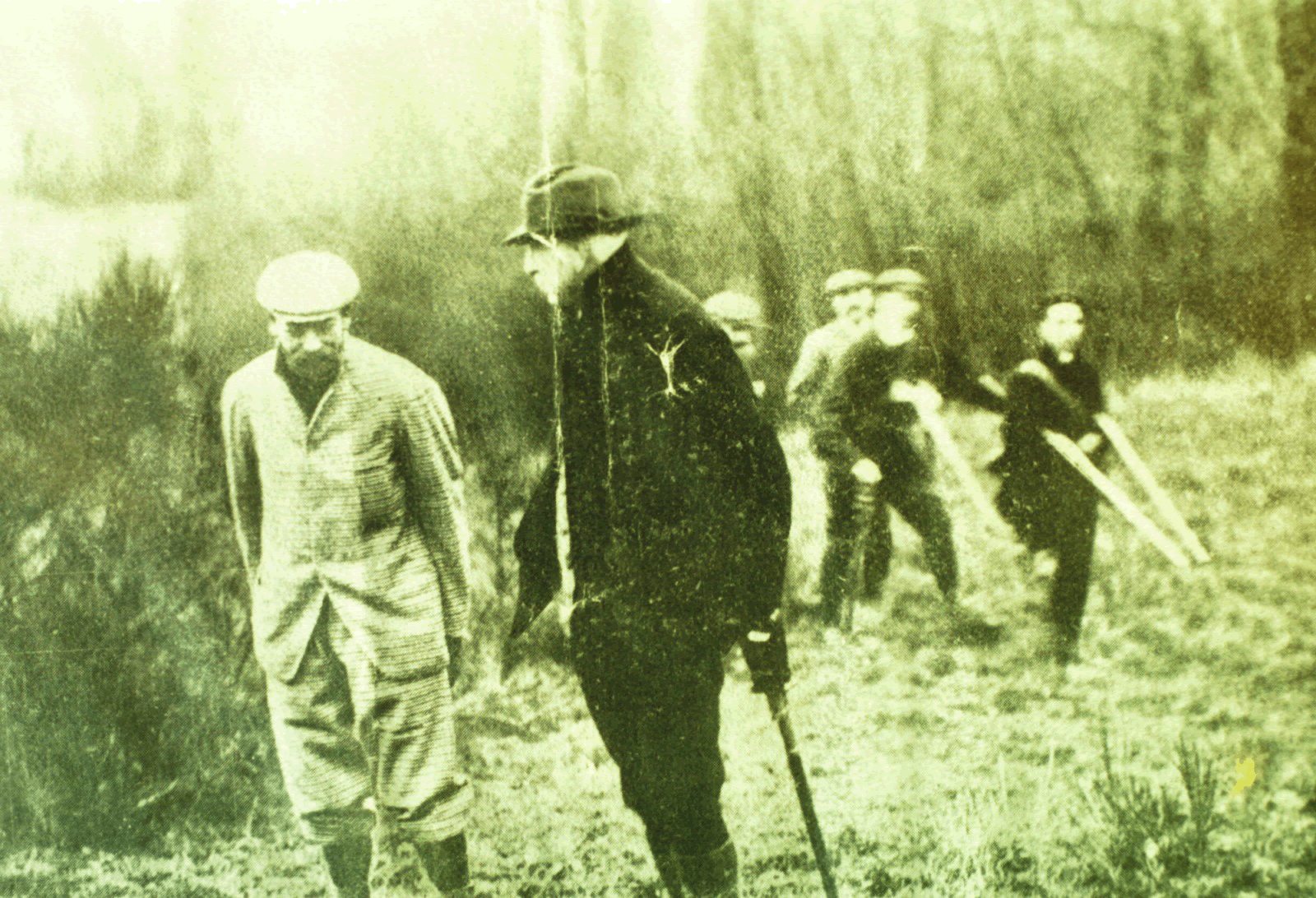
Lord Mount Stephen e King George V durante le riprese ospitate da Mount Stephen alla Brocket Hall

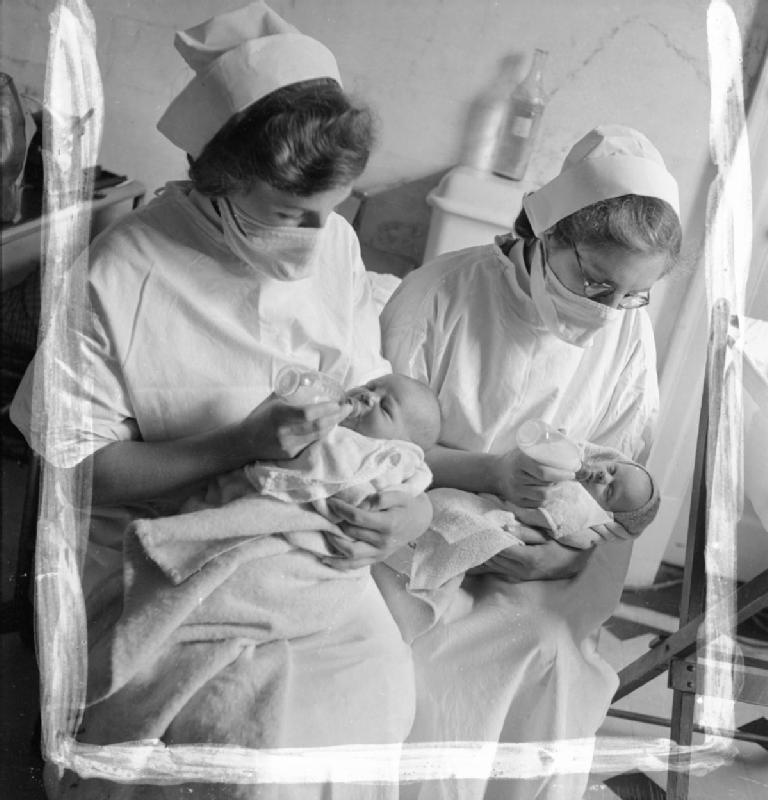
Brocket Hall come casa di maternità nel 1942

Nel 1893, il 1 ° barone Mount Stephen, presidente della Banca di Montréal e il primo canadese ad essere elevato alla Peerage del Regno Unito, prese in affitto Brocket Hall dal 7º conte per il resto della sua vita. Per i successivi tre anni gli ospiti includevano i figli della Regina: Il Principe e la Principessa di Galles, Il Duca e la Duchessa di Connaught e la Principessa Maria, Duchessa di Teck . Nel 1897, un anno dopo la morte della sua prima moglie nel 1896, Lord Mount Stephen sposò Georgina Mary (nota come Gian) Tufnell, la signora in attesa della principessa Mary Adelaide, duchessa di Teck, che incoraggiò l'incontro. Gian era un amico per tutta la vita e confidente della figlia della Duchessa, Maria di Teck, moglie del re Giorgio V, e il Monte Stephenses intratteneva regolarmente la coppia reale. Gian preferiva la vita a Brocket Hall alla vita sociale che circondava la loro residenza londinese a Carlton House Terrace. Lady Mount Stephen era una cara amica di Georgina, Marchesa di Salisbury, che viveva nella vicina proprietà, Hatfield House. Si diceva che fosse estremamente popolare intorno a Hatfield. 
Dopo la morte di Francis Cowper (1905), la futura inversione di fondo fu lasciata a sua nipote, ma morì solo un anno dopo di lui (1906) e la proprietà passò a suo marito, l'ammiraglio Lord Walter Kerr, che viveva a Melbourne Hall. Quando nel 1921 morì l'inquilino Lord Mount Stephen, Kerr mise in vendita la tenuta e nel 1923 fu acquistata da Sir Charles Nall-Cain, che era a capo della società produttrice di birra Walker Cain Ltd; fu creato Barone Brocket nel 1933. Suo figlio, il 2 ° Barone Brocket, era un simpatizzante nazista e, quando fu internato durante la seconda guerra mondiale, la sua proprietà fu sequestrata e utilizzata come ospedale di maternità . 

## Usi recenti

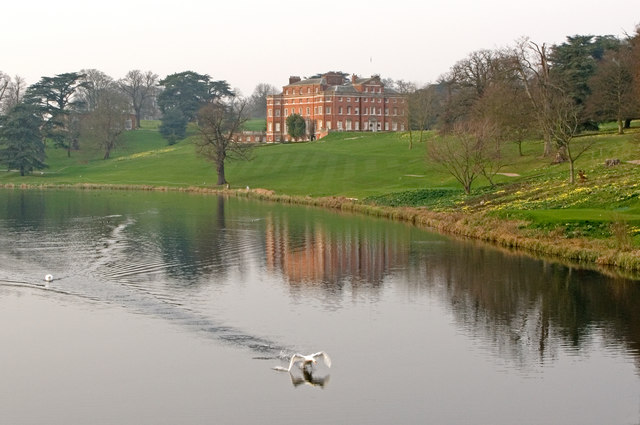
The Broadwater and Brocket Hall, marzo 2011

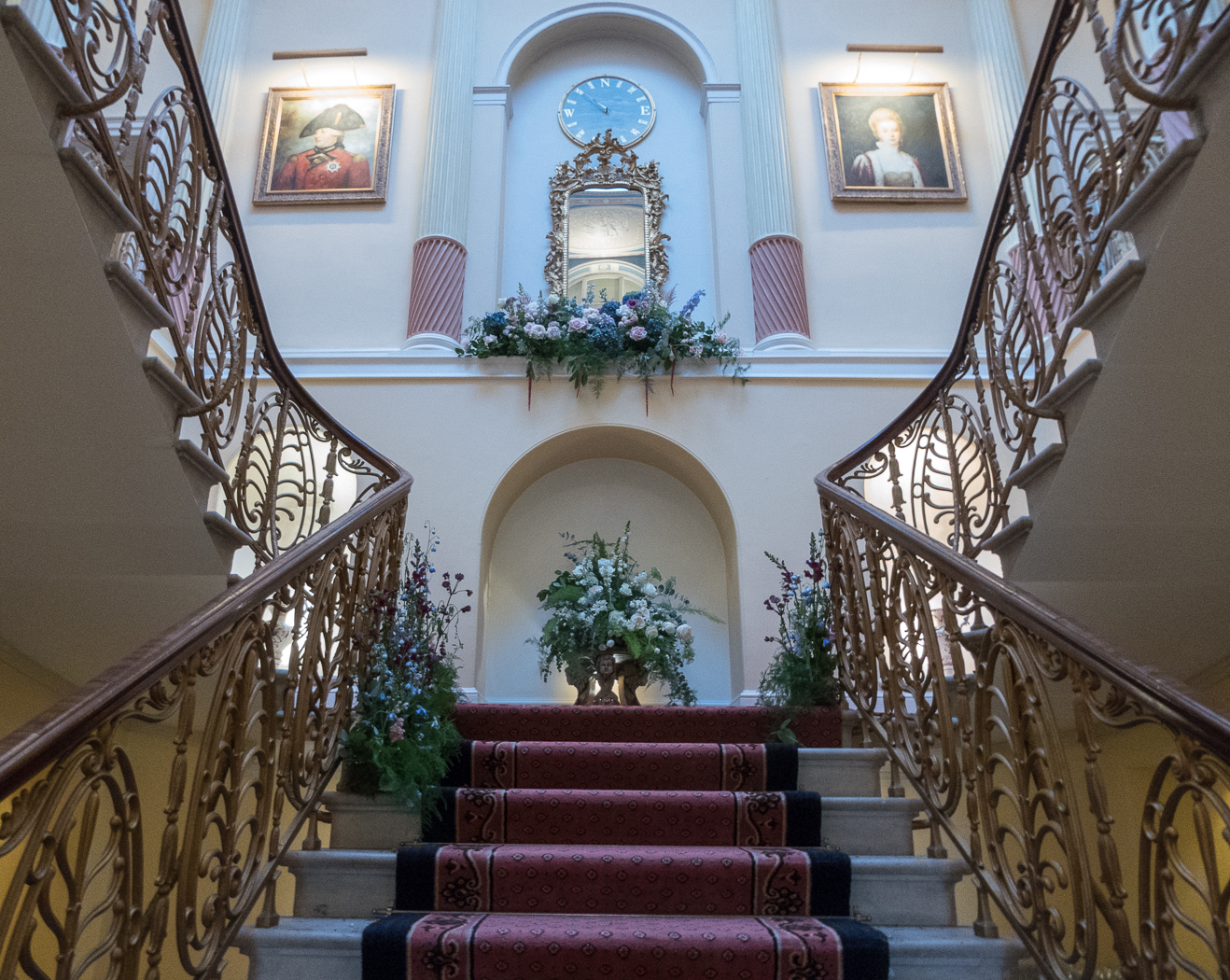
All'interno di Brocket Hall

Alla fine del XX secolo, il 3 ° Barone Brocket (spesso definito come Charlie Brocket), mentre scontando due anni e mezzo di prigione per frode assicurativa, lasciò l'intera proprietà per un minimo di 60 anni alla CCA (Club Corporation of Asia) con sede in Hong Kong; da allora ha continuato a presentare programmi televisivi come Bad Lads Army e Scream! Se vuoi scendere . La compagnia trasformò Brocket Hall in un hotel e un centro conferenze e costruì un secondo campo da golf a 18 buche (Palmerston Course). Altre strutture includono una Palmerston Golf Academy e un ristorante chiamato Auberge du Lac, che in precedenza era associato col celebra chef Jean-Christophe Novelli e aveva una stella Michelin . 
All'interno del suo parco si trova una casa dei primi del 17 ° secolo in mattoni rossi, quasi di fronte a Broadwater, una sezione paesaggistica del fiume Lea che costituisce la valle centrale del parco.
Brocket Hall è stato anche utilizzato come location per le riprese di numerose produzioni cinematografiche e televisive su larga scala, tra cui Night of the Demon (1957), Murder with Mirrors, Johnny English Reborn, The Queen, Willow and Pride e Prejudice con Colin Firth . Presenta anche la dimora del personaggio Paul Eirl nell'episodio Inspector Morse, " Who Killed Harry Field? " (1991) e può essere visto nell'episodio di Agatha Christie's Poirot " The Labors of Hercules " (2013). È stato utilizzato anche in EastEnders il 1 ° gennaio 2017 quando i personaggi Ronnie Mitchell e Jack Branning si sono sposati e Ronnie e Roxy Mitchell sono morti. Anche Brocket Hall era a Holby City per un matrimonio. La stessa sede è stata utilizzata nel video di Shakin 'Stevens di "You Drive Me Crazy" nel 1980. Il gruppo pop britannico Steps lo ha usato come location per il video musicale del 2001 per " It's The Way You Make Me Feel ". La regina Vittoria viene vista visitare Lord Melbourne alla Brocket Hall in diverse scene del dramma ITV Victoria . Brocket Hall è stato anche utilizzato come location per le riprese di una serie drammatica asiatica «Meteor Garden 2018».